# Alfredo Figaro
Pour les articles homonymes, voir Figaro (homonymie).
Alfredo Figaro (né le 7 juillet 1984 à Santa Bárbara de Samaná, République dominicaine) est un lanceur droitier qui a évolué en Ligue majeure de baseball de 2009 à 2014.

## Carrière
Alfredo Figaro commence son parcours en Ligues mineures en 2006 au sein de l'organisation des Tigers de Détroit. Il joue successivement avec les Gulf Coast Tigers (2006) en ligue de rookies, les Oneonta Tigers en New York - Penn League (2007), les Lakeland Flying Tigers en Florida State League (2007 et 2008), les West Michigan Whitecaps en Midwest League (2008) et les Erie SeaWolves en Eastern League (2009).
Il fait ses débuts en Ligue majeure le 20 juin 2009. 
En décembre 2010, son contrat est racheté par les Orix Buffaloes de la NPB. Sa moyenne de points mérités s'élève à 3,31 avec 8 victoires et 11 défaites en deux saisons (2011 et 2012) au Japon.
Le 19 décembre 2012, il signe un contrat avec les Brewers de Milwaukee de la Ligue majeure de baseball. Il fait son retour dans les majeures avec ce club en avril 2013. En deux ans, Figaro maintient une moyenne de points mérités de 4,46 en 39 matchs, dont 5 comme partant, des Brewers.
Le 2 octobre 2014, les Brewers perdent Figaro au ballottage lorsqu'il est réclamé par les Rangers du Texas.

## Statistiques
En saison régulière
| Statistiques de lanceur |         |   |    |    |     |    |   |   |      |    |      |
| Saison                  | Équipe  | G | GS | CG | SHO | SV | V | D | IP   | SO | ERA  |
| 2009                    | Détroit | 5 | 3  | 0  | 0   | 0  | 2 | 2 | 17.0 | 16 | 6,35 |
| Totaux                  | Totaux  | 5 | 3  | 0  | 0   | 0  | 2 | 2 | 17.0 | 16 | 6,35 |

Note: G = Matches joués ; GS = Matches comme lanceur partant ; CG = Matches complets ; SHO = Blanchissages ; 
V = Victoires ; D = Défaites ; SV = Sauvetages ; IP = Manches lancées ; SO = retraits sur des prises ; ERA = Moyenne de points mérités.